# Milltown (Dublin)
Milltown (Baile an Mhuilinn in het Iers), Dublin 6, Ierland, is een wijk in Dublin aan de zuidkant van het stadscentrum. De naam komt uit de 18e of 19e eeuw toen er op deze plek een watermolen stond in de Dodder. De molen stond vlak bij het spoorwegviaduct Nine Arches (dat nu gebruikt wordt voor de Luas-trams).

## Spoor

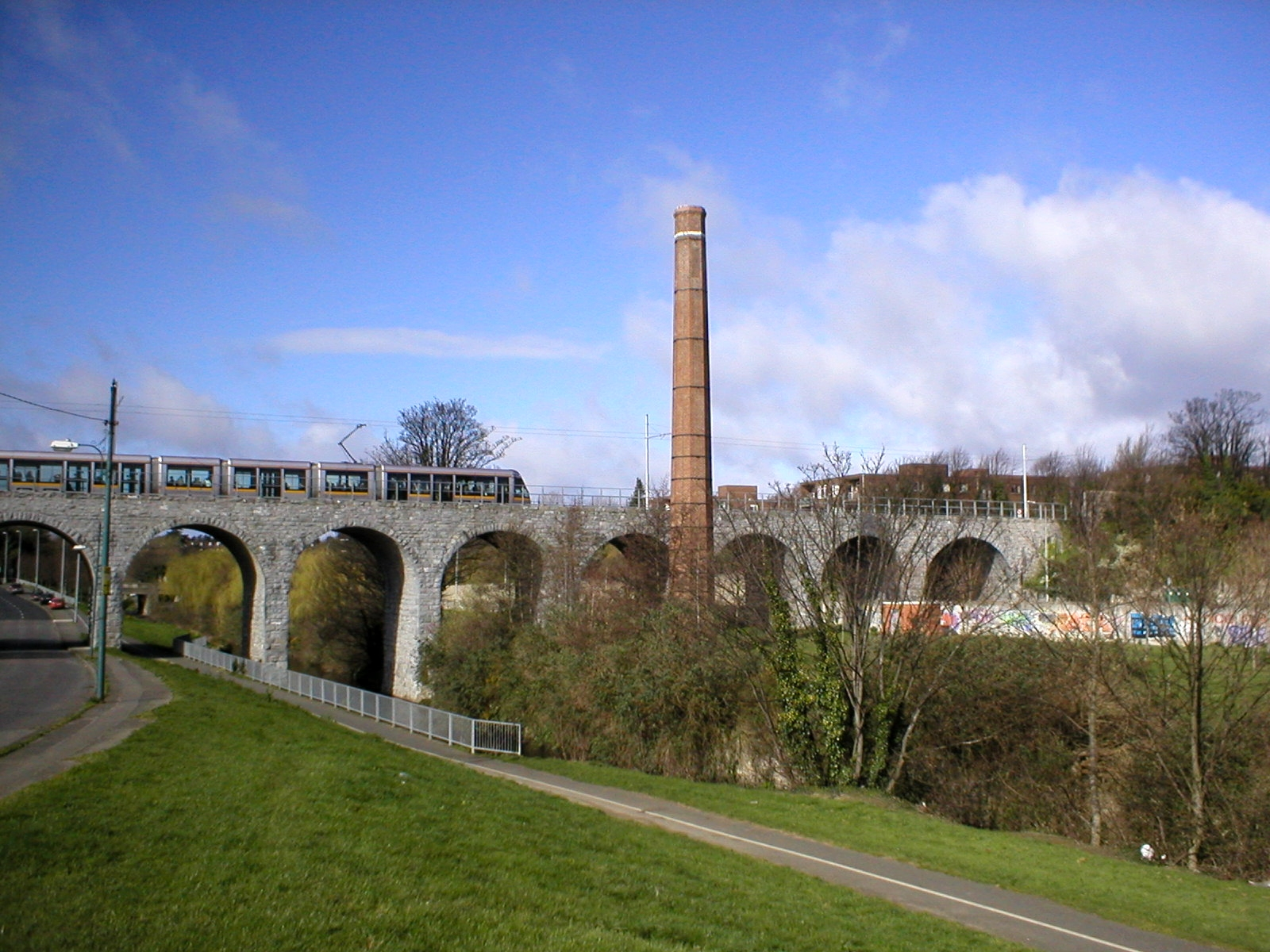
De Nine Arches-spoorbrug

Milltown is bekend door zijn spectaculaire spoorbrug Nine Arches (Negen Bogen), onderdeel van de voormalige Harcourt Street-lijn die liep vanaf Harcourt Street naar Bray. In 2004 de kreeg de brug haar functie als spoorbrug terug als onderdeel van de Luas Green Line tramroute vanaf het stadscentrum (St. Stephen's Green) naar Sandyford. De brug en onmiddellijke omgeving staan lokaal bekend als 'Nine Arches'. Milltown station werd geopend in 1860 en werd definitief gesloten op 1 januari 1959.

## Glenmalure Park

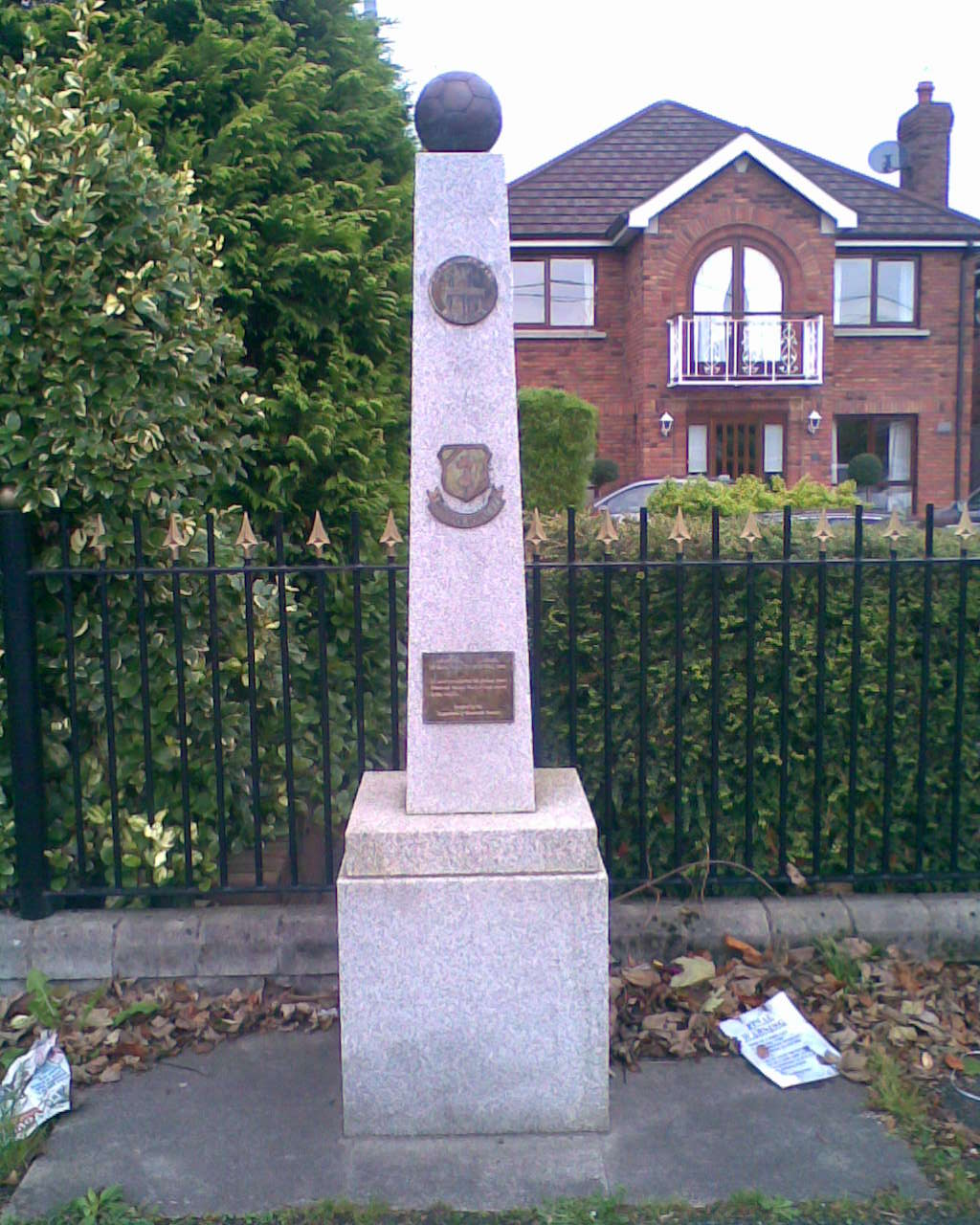
Monument ter nagedachtenis aan het voetbalveld

Milltown was bekend door de voetbalclub Shamrock Rovers, die tussen de jaren 1920 en 1987 speelde op Glenmalure Park. Daarna werd het voetbalveld door de eigenaren van de club verkocht aan een projectontwikkelaar die er een klein huizencomplex ontwikkelde.

## Scholen
In Milltown staat het Alexandra College, een meisjesschool van de Kerk van Ierland. Tegenwoordig is er ook het Ahlul Bayt Islamic Centre gevestigd, de enige sjiitische moskee in Ierland.

Op het voormalige schoolcomplex van de middelbare school St.Annes is een groot wooncomplex gerealiseerd. Het complex bestaat uit een mix van huizen, appartementen en penthouses. Behalve nieuwbouw zijn ook enkele oude schoolgebouwen en een klooster omgebouwd tot woningen